# لذة النساء (كتاب)
لذة النساء هو كتاب هندي إباحي، كُتب باللغتين الأردية والفارسية. ويُصور فن الجنس من خلال دور المجوهرات والعطور في الجماع، والكتابة المثيرة باعتبارها أدبًا، والإباحية باعتبارها مثيرة للشهوة الجنسية. الكتاب مُستوحى من كتاب كوكا شاسترا [الإنجليزية] السنسكريتي، ويوجد الكتاب في العديد من المخطوطات. وقد رُسم ونُسخ أحد هذه الكتب يدويًّا باللغتين الأردية والفارسية في عام 1850 من الكاتب محمد عبد اللطيف مزدار مهدون.

## التاريخ
نُشر الكتاب في عهد السلطان عبد الله قطب شاه، واكتملت المخطوطة الأصلية في عام 1646 م، وتتكون من 26 صفحة على شكل كتاب يحتوي على 10 فصول، كتبه محمد شاه جامي، تحت إشراف الطبيب الملكي الحكيم نظام الدين. يُعتقد أن كتاب "لذة النساء" هو في الأصل ترجمة لكتاب كوكا شاسترا [الإنجليزية] السنسكريتي من القرن الحادي عشر، وعلى الرغم من عدم تسمية عمل الترجمة، فقد بدأ بعض المثقفين في الإشارة إليه باسم "لذة النساء" وهي من الفارسية ومأخوذة من العربية. ويُعتقد أن ضياء الدين النخشابي قد يكون هو المترجم.
في القرن الخامس عشر، كان بلاط الهندوس في بيدار يرعى أعمالًا أدبية إيروتيكية مثل تذكرة الشهوات وسرينجارا منجري (باقات الغرام). وتُعَد لذّات النساء من الأعمال الإيروتيكية القليلة التي بقيت من تلك الحقبة. وهناك كتاب آخر بعنوان كتاب اللذّات النساء كُتِب لوزير يُدعى كوكابونْدات، ويتناول نفس المحتوى، وقد تُرجم من الفارسية إلى الروسية. والواقع أن الكتاب لا يحمل طابعًا إباحيًا أو جنسيًا فاضحًا، بل يُقدِّم إرشادات حول تصنيف النساء من خلال مظهرهن الخارجي، بدءًا من ملبسهن وانتهاءً ببعض أجزاء الجسد. في العصور الوسطى، كانت آسيا الوسطى تُعَدّ من أهم المراكز الحضرية، وازدهرت فيها البحوث العلمية، خاصة في مجالي الطب والعلاج (وُلد فيها ابن سينا والرازي)، لذا فمن المثير للاهتمام قراءة هذا العمل، الذي يُظهر كيف يمكن أن تواجه الرجل في تلك المدن المتوثبة مفاجآت غير متوقعة في حياته الجنسية عند تعرّفه على النساء، وكيف كان بالإمكان اللجوء إلى الأطباء لعلاجها، وبأي وصفات طبية خاصة. وقد أُتيح هذا الكتاب مؤخرًا باللغة الإيطالية مرفقًا بتعليقات تاريخية، كما ورد في الفهارس المرفقة.
وقد شُوهدت نسخة من المخطوطة الأصلية آخر مرة في المتحف الوطني في تيلانجانا [الإنجليزية] في الحدائق العامة [الإنجليزية] في حيدر أباد.
توجد عدة مخطوطات لكتاب لذة النساء. اشترت مكتبة ولكوم [الإنجليزية] نسخة من الكتاب في لندن  وتم إعادة نشرها في عام 1824.

## القصة
الموضوع الرئيس للقصة هو رجل يدعى هاريتشاند، الذي يشرع، بناء على أوامر الملك، في رحلة لجمع الهدايا الغريبة والنساء الجميلات من أجل متعة الملك. تقدم المخطوطة نصائح حول مختلف التقنيات الجنسية . يحتوي الكتاب على قسم حول كيفية إثارة المرأة وملاحظات مبنية على أحجام مهبل المرأة  بالإضافة إلى قائمة مختصرة لأطوال القضيب.
يحتوي الكتاب على أبيات شعرية تتناول طبيعة الرجال وصفاتهم، وكذلك صفات النساء. ويضم ما يصل إلى ثلاثين بيتًا تصف "بادميني"، وهي المرأة التي تتمتّع بأفضل الصفات بين الأنواع الأربعة للنساء التي تناولها الكتاب.
يتضمّن الكتاب فصولًا عن الأنواع الثلاثة الأخرى من النساء: "تشيتاني"، و"سانكهيني"، و"هاستيني". كما يشتمل على أبيات شعرية مستقلة تُبيّن الأساليب التي ينبغي اتباعها مع كل نوع من هذه الأنواع الأربعة. ويعرض أيضًا الأعصاب المرتبطة بالإثارة الجنسية، إلى جانب الاحتياطات التي ينبغي مراعاتها أثناء الحمل.

## روابط خارجية
- عودة كاماسوترا حيدر آباد إلى دائرة الضوء، بقلم سيد أكبر، تايمز أوف إنديا ، 5 يناير 2019